# Aeropuerto de Ciudad Real
El Aeropuerto Internacional de Ciudad Real (IATA: CQM, OACI: LERL), anteriormente denominado «Aeropuerto Don Quijote» y «Aeropuerto Madrid Sur-Ciudad Real», es un aeropuerto privado de España situado en la provincia de Ciudad Real, entre la capital provincial, Ciudad Real, y la ciudad de Puertollano, que funcionó entre diciembre de 2008 y abril de 2012. Tras un largo proceso judicial a causa de su financiación, se abrió nuevamente el 12 de septiembre de 2019 con un nuevo plan de negocio centrado en las actividades de mantenimiento de aeronaves, transporte de mercancías y aviación ejecutiva entre otras.
Es el primer aeropuerto internacional privado que se construye en España y ocupa una superficie de 1234,45 ha (hectáreas). La inversión alcanzó los 1100 millones de euros. El aeropuerto tiene una sola pista de 4200 m (metros) de longitud, 60 m de anchura y una orientación 10/28, que permite dar servicios a vuelos nacionales e internacionales, así como una calle de rodadura de 3000 m de longitud. Parte de las instalaciones se dedican a vuelos privados y deportivos. El complejo tiene un área de mantenimiento, un helipuerto y una zona industrial de 10 km². Además, se proyectó como el primer aeropuerto español conectado a la red ferroviaria de alta velocidad, sin embargo tal estación no llegó a ser construida. Su capacidad estimada era de más de 2 millones de pasajeros al año.
En la actualidad (2022), solo aterrizan y despegan aviones privados procedentes generalmente de Reino Unido, Estados Unidos, Italia, Francia y Alemania, sobre todo con personas que vienen a España a practicar el deporte de la caza, en las distintas fincas de caza mayor y menor de la provincia de Ciudad Real.

## Historia
El aeropuerto fue concebido en los años 90 como una alternativa al Aeropuerto de Madrid-Barajas que en aquellos momentos se encontraba saturado al límite de su capacidad operativa mientras se discutía si se ampliaba o trasladaba, optándose finalmente por lo primero. En principio, el Aeropuerto de Ciudad Real debía haberse inaugurado antes que la ampliación de Barajas de forma que atrajese a compañías de bajo coste y en expansión que no disponían de espacio en Madrid, pero retrasos en los permisos oficiales y las reticencias de las autoridades en materia medioambiental por ubicarse parcialmente sobre una Zona de especial protección para las aves (ZEPA), concretamente la del Campo de Calatrava hicieron que esto no fuese así,[cita requerida] restándole atractivo al Aeropuerto de Ciudad Real.
El aeropuerto respondía además a una demanda histórica de la cámara de comercio de Ciudad Real, que desde 1997 defendía la conveniencia de esta infraestructura, especialmente para el tráfico de mercancías, como una alternativa al Aeropuerto de Barajas y cuya céntrica ubicación facilitaría su utilización como paso intermedio hacia o desde otros puntos de la península.
Hasta 2007, el nombre que se le daba al aeropuerto era Aeropuerto Don Quijote, aunque en junio del mismo año cambió su nombre a Aeropuerto Madrid Sur-Ciudad Real.

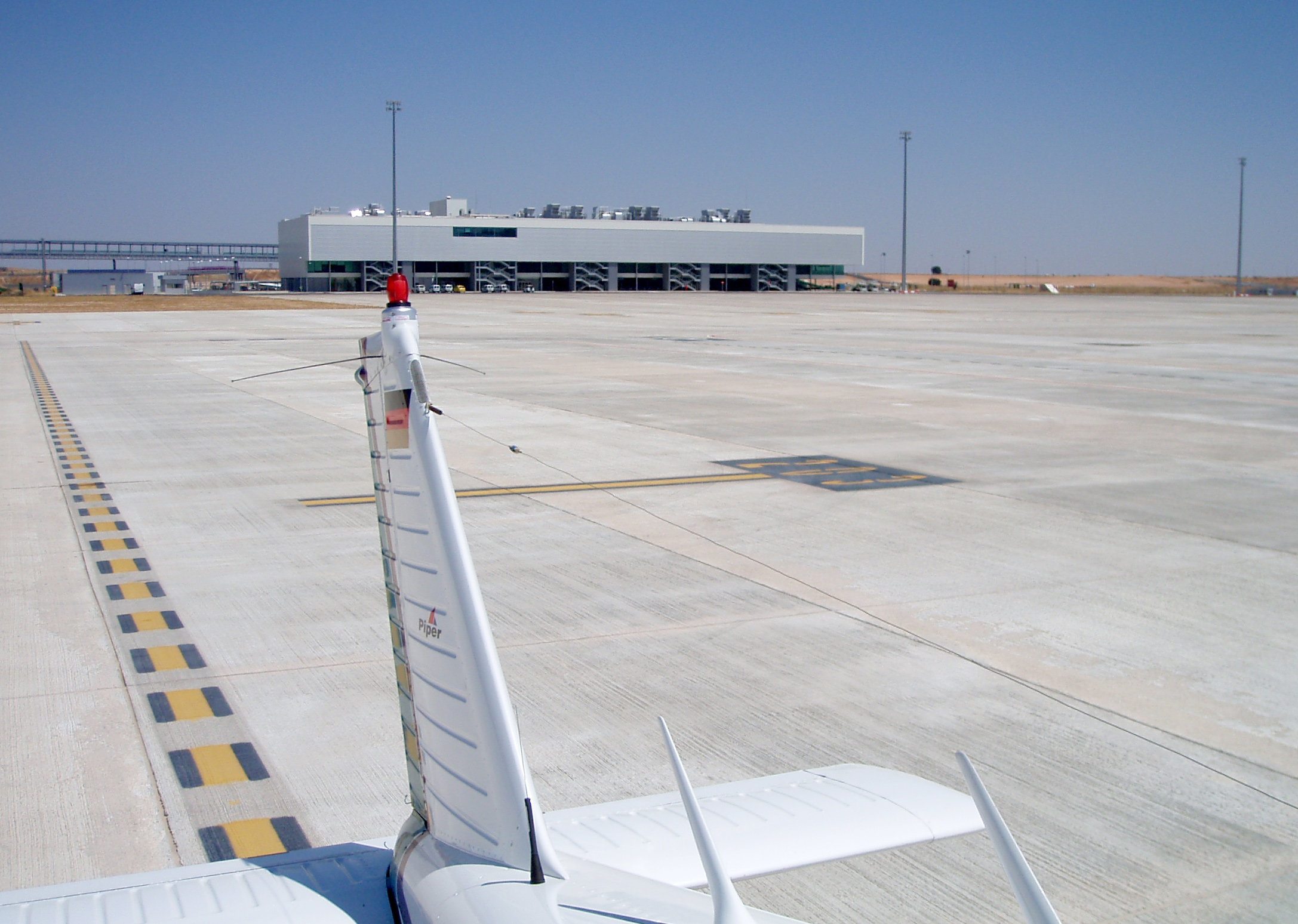
Terminal

En el mes de agosto de 2007 se desató la polémica debido a que la Comunidad de Madrid no quería que el Aeropuerto Madrid Sur-Ciudad Real se denominara así. Entre los propios habitantes de la provincia de Ciudad Real hay diversidad de opiniones. Mientras unos defienden la opción de que se siga llamando Aeropuerto Don Quijote,[cita requerida] otros mantienen que el nombre es lo de menos y lo importante es la infraestructura en sí y la riqueza y empleo que en la provincia pueda dejar.[cita requerida] Finalmente, el 2 de octubre de 2007, la Comunidad de Madrid anunció que había conseguido convencer a los responsables del aeropuerto de Ciudad Real para que desistiesen de usar el nombre de Madrid Sur, tras amenazarles con demandas judiciales. Tras desistir de usar Madrid Sur en el nombre del aeropuerto, se volvió a la primera opción, Aeropuerto Don Quijote. Finalmente su denominación oficial fue Aeropuerto Central Ciudad Real.
La inauguración, programada inicialmente para el 27 de octubre de 2008 con un vuelo de Air Nostrum a Barcelona, quedó suspendida debido a que la DGAC denegó al aeropuerto el certificado de operabilidad, aludiendo la no ejecución las medidas previstas en la Declaración de Impacto Ambiental. Esta decisión generó críticas del administrador de la empresa gestora del aeropuerto y de los políticos locales. Finalmente, entró en servicio el 18 de diciembre del mismo año.
Pese a unos resultados relativamente aceptables durante sus primeros meses de actividad (aunque en todo caso muy por debajo de las previsiones iniciales), diversas circunstancias como la crisis económica de 2008, varias irregularidades en la gestión del aeropuerto, el escaso atractivo de los horarios de ciertos vuelos, la excesiva distancia entre la ubicación definitiva del aeropuerto y Ciudad Real capital u otros núcleos importantes de la provincia, o los deficientes accesos en transporte público (nunca se llegó a terminar la conexión ferroviaria), entre otros, motivaron una paulatina disminución de la demanda y la supresión de vuelos y aerolíneas.
A punto de cumplir dos años de servicio, el panorama del aeropuerto era verdaderamente desolador, calificándolo algunos medios como un verdadero «aeropuerto fantasma», con una media de dos vuelos diarios y atendiendo apenas una decena de pasajeros por vuelo.
El día 1 de agosto de 2011, la última aerolínea que realizaba operaciones en el aeropuerto, Vueling, anunció el cese de sus operaciones en el aeródromo de Ciudad Real a partir del 29 de octubre debido a su baja rentabilidad.
En octubre de 2011, el aeropuerto dejó de operar rutas regulares de pasajeros, si bien siguió en servicio para vuelos privados hasta que, el 13 de abril de 2012, cierra al vuelo su única pista, encontrándose hasta la fecha completamente cerrado.
La empresa que ha adquirido el aeropuerto, ha comunicado que podría ser reabierto al vuelo entre los meses de marzo y abril de 2018.
El 12 de septiembre de 2019, tras más de 7 años cerrado el espacio aéreo y las instalaciones aeroportuarias, se reabre al tráfico aéreo el aeropuerto de Ciudad Real. Como sencillo acto de reinauguración, un avión Boeing 737 ocupado únicamente por la tripulación, aterrizó y posteriormente recibió un bautismo aéreo.
En la actualidad, el aeropuerto pertenece a la empresa privada CRIA (Ciudad Real Internacional Airport), la cual en 2023 ya debe 4,49 millones de euros a Hacienda, dejando claro que el aeropuerto no es rentable y las operaciones son de alrededor de 25 vuelos mensuales. Con el paso de la Pandemia del COVID-19, las aerolíneas han vuelto a poner en el aire los aviones estacionados en el aeropuerto, y los pocos aviones que necesitan estar estacionados o en mantenimiento, prefieren estar en el Aeropuerto de Teruel o en otras instalaciones aeroportuarias, opciones más asequibles económicamente y ofrecen mejor comunicación. Aun así el aeropuerto sigue teniendo algunos aviones estacionados, y sigue acogiendo vuelos privados, pero no son los beneficios que en 2020.

## Datos técnicos
Capacidad (fase 1)
- Zona de estacionamiento de aeronaves: 220 000 m² (metros cuadrados)
- Posiciones en la plataforma de pasajeros: 3D + 5C
- Posiciones en la plataforma de carga: 1D + 3E
- Posiciones en la plataforma remota: 1E + 2D
- Operaciones por hora: 10
- Pasajeros por hora: 2000

Terminal de pasajeros
- Tamaño: 24 000 m²
- Mostradores de facturación: 24
- Puertas de embarque: 10
- Capacidad: 2.5 millones pax/año

Terminal de carga
- Perecederos: 2000 m²
- Carga seca: 4000 m²
- Oficinas: 1000 m²
- Puesto de inspección fronteriza

Pista
- Longitud: 4200 m (metros)
- Anchura: 60 m
- Dirección: 10/28 (antes, 11/29 debido a un cambio en la desviación magnética)
- ILS CAT II/III en la cabecera 10, en la 28 CAT I
- Calle de rodaje paralela: 3000 m

Torre de control
- Altura: 50 m
- Posiciones de control en el fanal: 2 completas
- Sala de Equipos: Posiciones de supervisión, sistema horario GPS, comunicaciones voz, etc.
- Software: SACTA (Sistema Automatizado de Control de Tránsito Aéreo), propiedad de ENAIRE

## Aerolíneas y destinos
Actualmente no operan aerolíneas en el aeropuerto. Las siguientes aerolíneas operaron desde el Aeropuerto Central Ciudad Real:
- Air Nostrum: Gran Canaria, Barcelona, Lanzarote
- Air Berlin: Mallorca
- Ryanair: Londres
- Vueling: Barcelona, París, Mallorca

## Tráfico
| Año  | Pasajeros | Operaciones | Carga        |
| ---- | --------- | ----------- | ------------ |
| 2009 | 53 557    | 3802        | 1 090 000 kg |
| 2010 | 33 520    | 3390        | 1 100 000 kg |

## Medios de comunicación

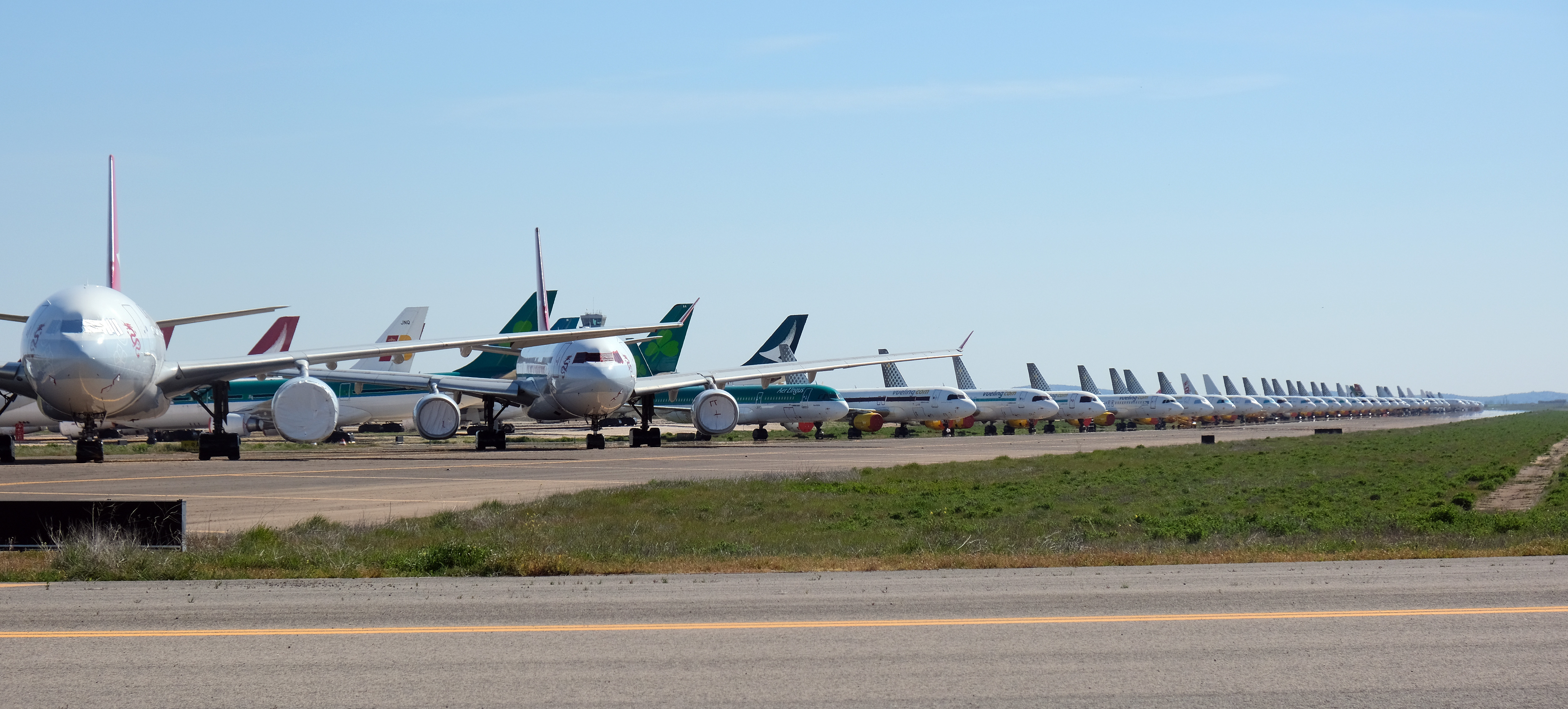
El aeropuerto con aviones estacionados, a marzo de 2021

En 2010, la polémica serie de televisión de Telecinco, Vuelo IL8714, sobre el accidente en 2008 del vuelo 5022 de Spanair en el Aeropuerto de Madrid-Barajas en el que murieron 154 personas también fue rodado en el aeropuerto de Ciudad Real.
El cineasta manchego Pedro Almodóvar realizó en 2012 parte del rodaje de su película Los amantes pasajeros en el aeropuerto.
En enero de 2013, la pista del aeropuerto fue usada por la compañía de automóviles Lexus y diversos periodistas especializados en el mundo del motor para la presentación de la gama deportiva del modelo GS 450 HF Sport.
El 14 de julio de 2013, el programa televisivo británico de la BBC Top Gear emitió un programa especial grabado en España. Parte del mismo fue rodado en el interior del aeropuerto y en la pista realizando pruebas a tres deportivos: McLaren MP4-12C, Ferrari 458 Spider y Audi R8. El programa causó polémica al realizar claras mofas del actual estado de abandono del aeropuerto, lo cual no pasó desapercibido en la prensa local y regional.

Grabación (2013) del spot publicitario para VOLVO trucks con la participación del famoso actor Jean-Claude Van Damme.
La película Torrente 5: Operación Eurovegas (2014), fue rodada parcialmente en el Aeropuerto de Ciudad Real.